# Гаденко, Марьян Ильич
Марьян Ильич Гаденко (укр. Мар'ян Ілліч Гаденко, 15 сентября 1955, Сторожинец, Черновицкая область — 3 декабря 2021, Киев) — украинский композитор, поэт-песенник, народный артист Украины (1999), заслуженный гражданин города Сторожинец, телеведущий на общенациональном телеканале «UA: Первый», исполнитель собственных песен, основатель и председатель жюри многих всеукраинских песенных конкурсов.

## Биография
Родился 15 сентября 1955 года в городе Сторожинец, расположенном недалеко от Черновцов. Детство и молодость прошли в Черновцах, где сейчас стоит его дом — в 100 метрах от дома Назария Яремчука и в 100 метрах от дома Владимира Ивасюка. Во время службы в органах внутренних дел окончил в 1982 году Черновицкий государственный университет, получил специальность экономиста. Жил в Киеве. Всего прослужил в органах внутренних дел 27 лет. На пенсию ушёл с должности заместителя командующего внутренними войсками Министерства внутренних дел Украины в звании полковника милиции. В течение десяти лет (1988 — 1998) служил во Львове в должности начальника отдела по борьбе с организованной преступностью на Львовской железной дороге.
После смерти телеведущей Тамары Владимировны Щербатюк, которая была автором и ведущей программы «Предвечерье» (укр. «Надвечір'я»), начала выходить в эфир программа «Предвечерье». Судьбы», ведущим которой стал Марьян Гаденко.
Умер утром 3 декабря 2021 года в Киеве от сердечного приступа.

## Творческое наследие
Марьян Гаденко является настоящим популяризатором украинской песни и первооткрывателем многих молодых исполнителей как основатель Международного песенного фестиваля «Доля», Всеукраинского фестиваля современного украинского романса «Осеннее рандеву», Международного песенного проекта «Премьера песни», международных детских фестивалей «Песенный источник» и «Чернобаевские звездопады», Всеукраинского конкурса песни о маме «Рідна мати моя».
В своём наследии имеет 7 аудиоальбомов и компакт-дисков: «Звездопад», «Звездопад-1», «Звездопад - 2», «Звездопад -3», «Песенный источник», «Судьба», «Моя песня — моя судьба», «Из отчего колодца». Последний — посвящён памяти сына Владимира, трагически погибшего 13 мая 2007 года.

## Галерея

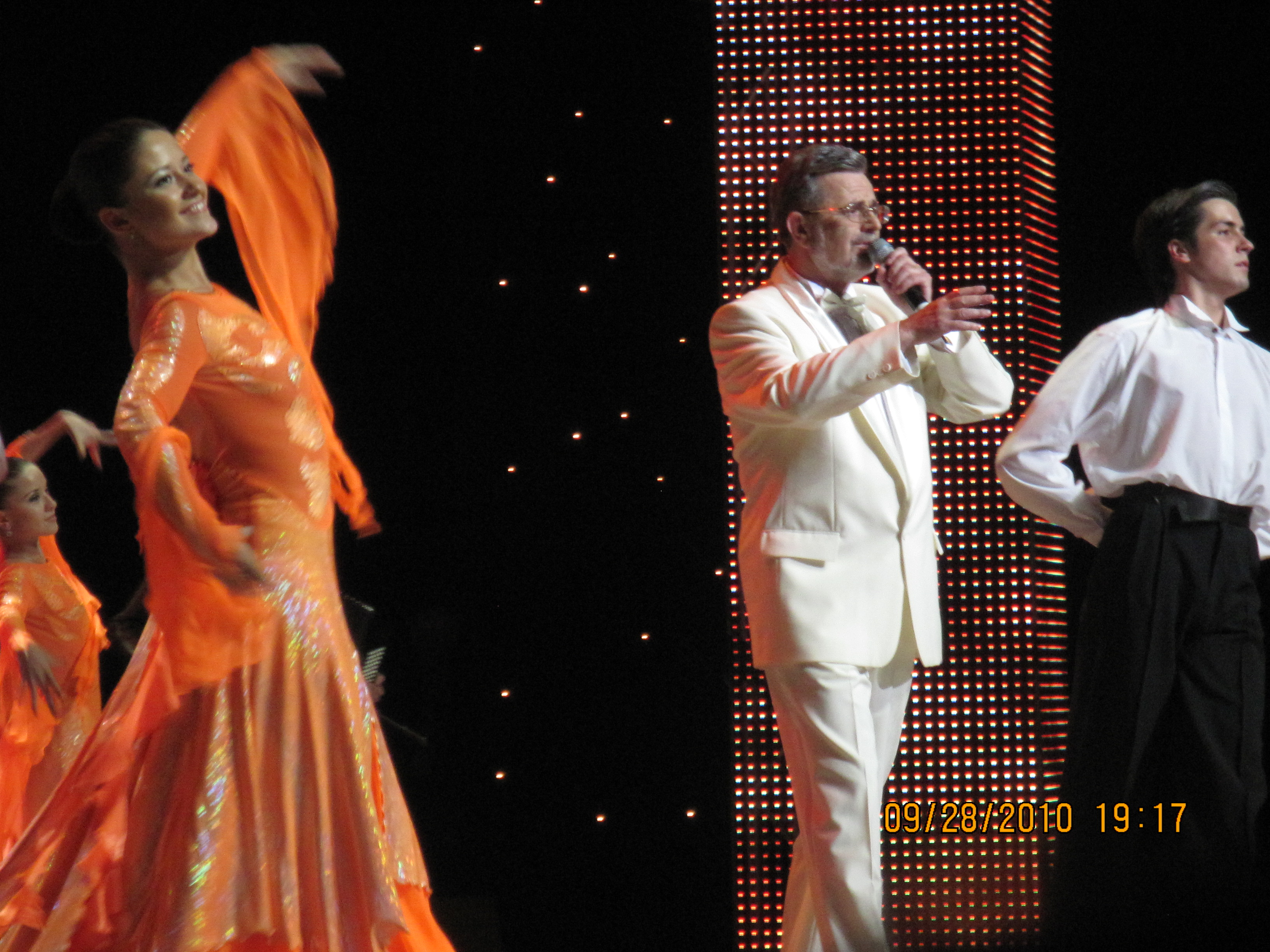
Выступление Марьяна Гаденко в Национальном дворце искусств «Украина»
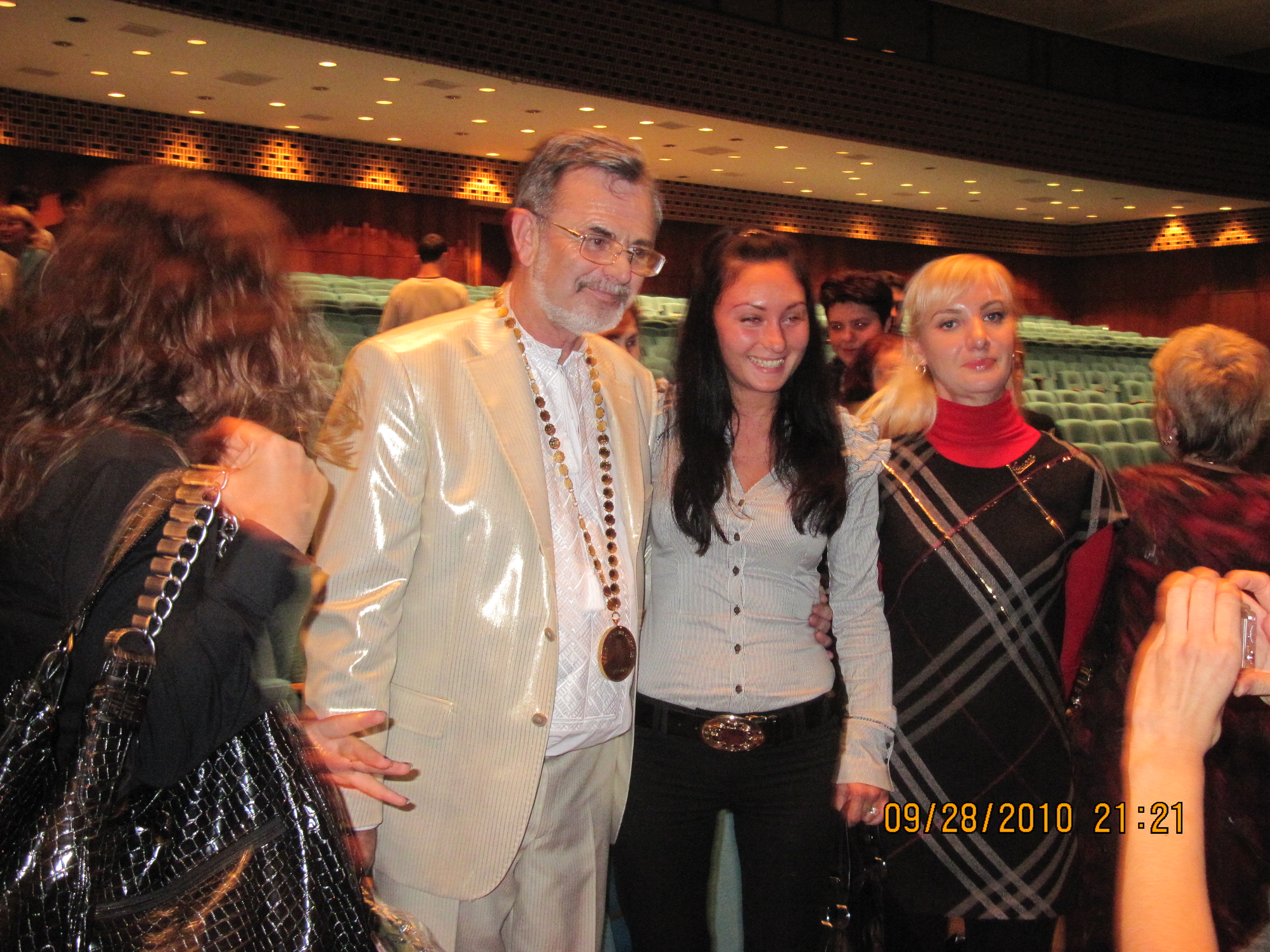
Марьян Гаденко в Национальном дворце искусств «Украина»
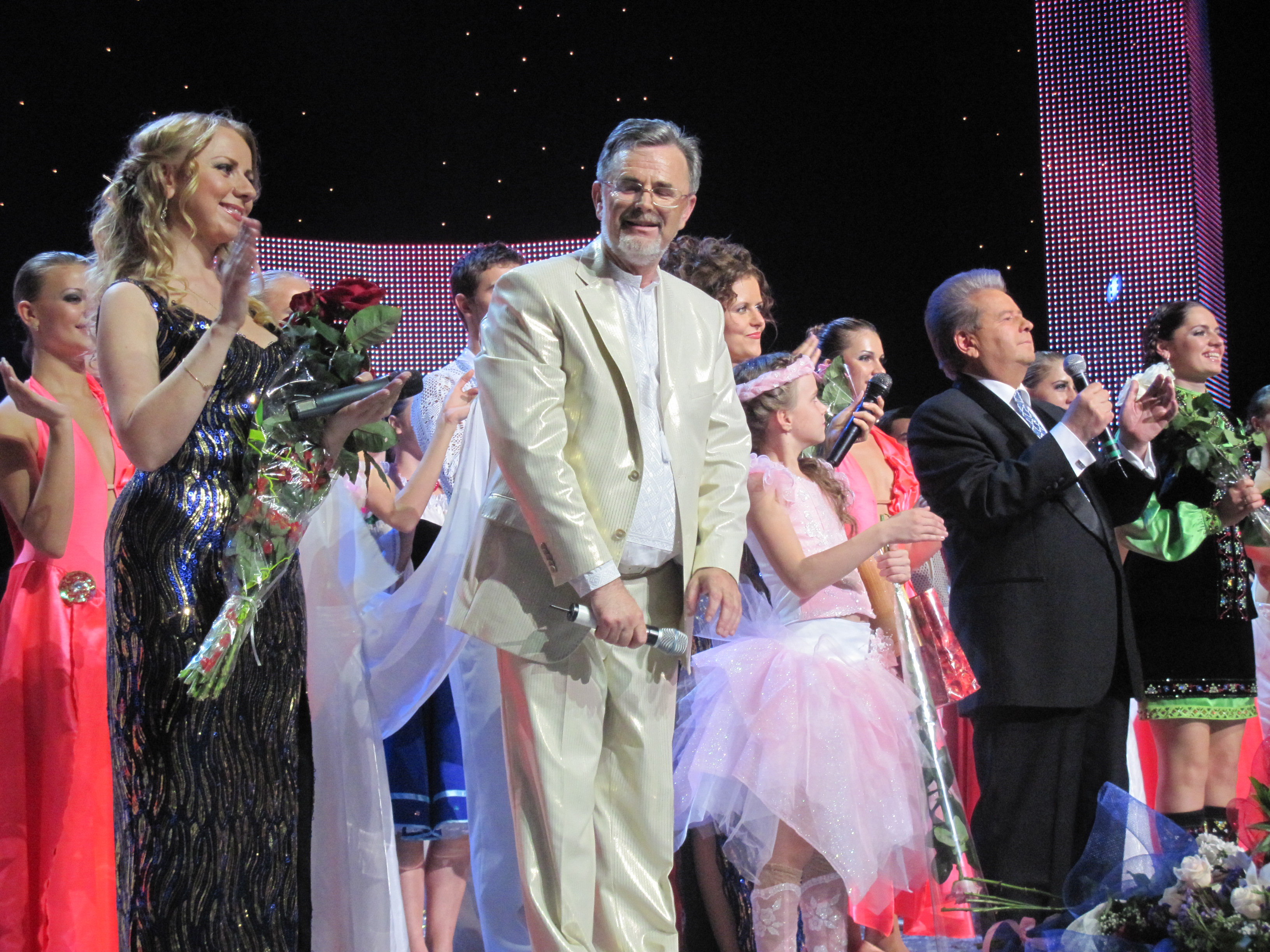
Марьян Гаденко, Михаил Поплавский, Марта Шпак
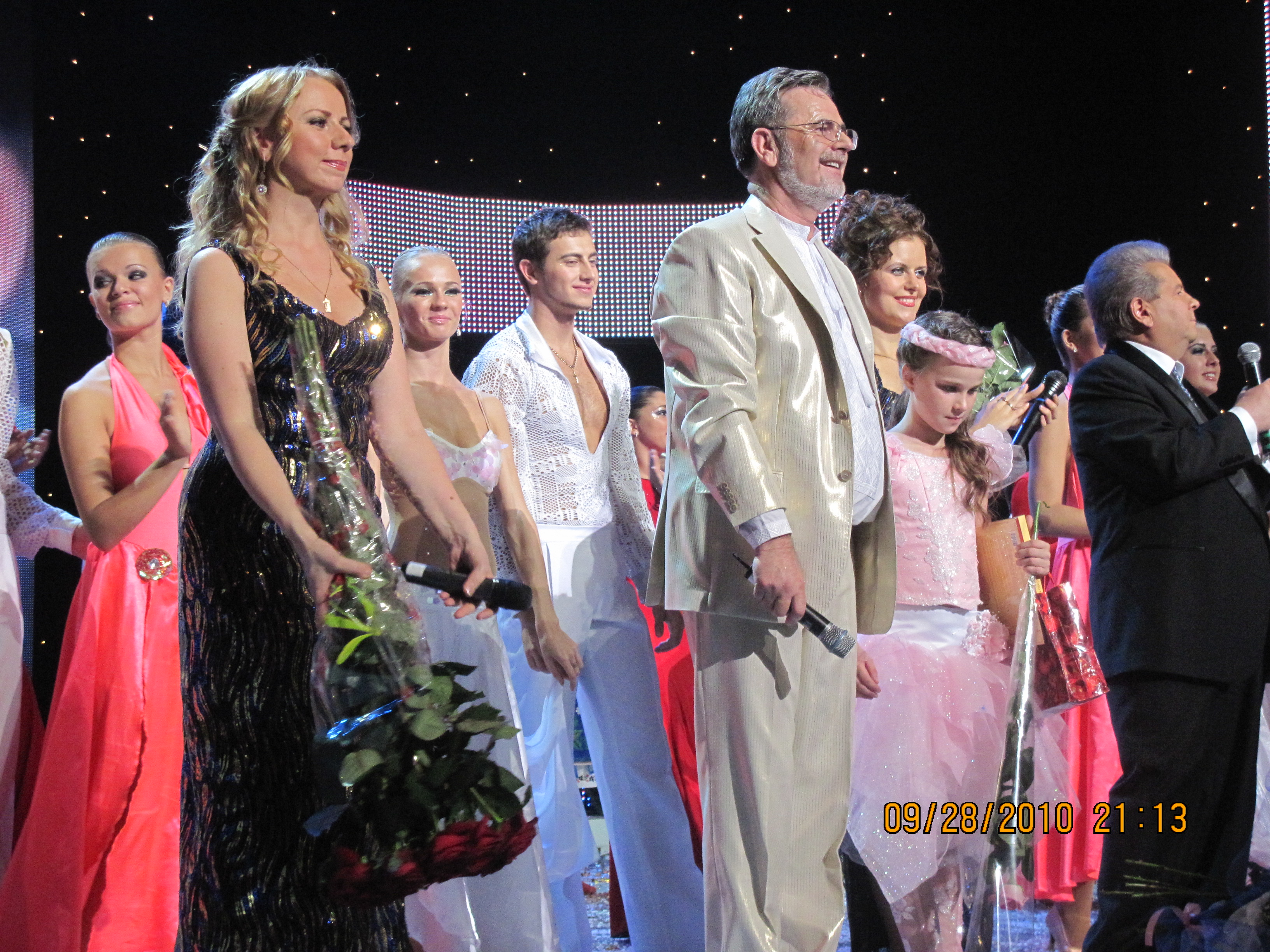
Марьян Гаденко, Михаил Поплавский
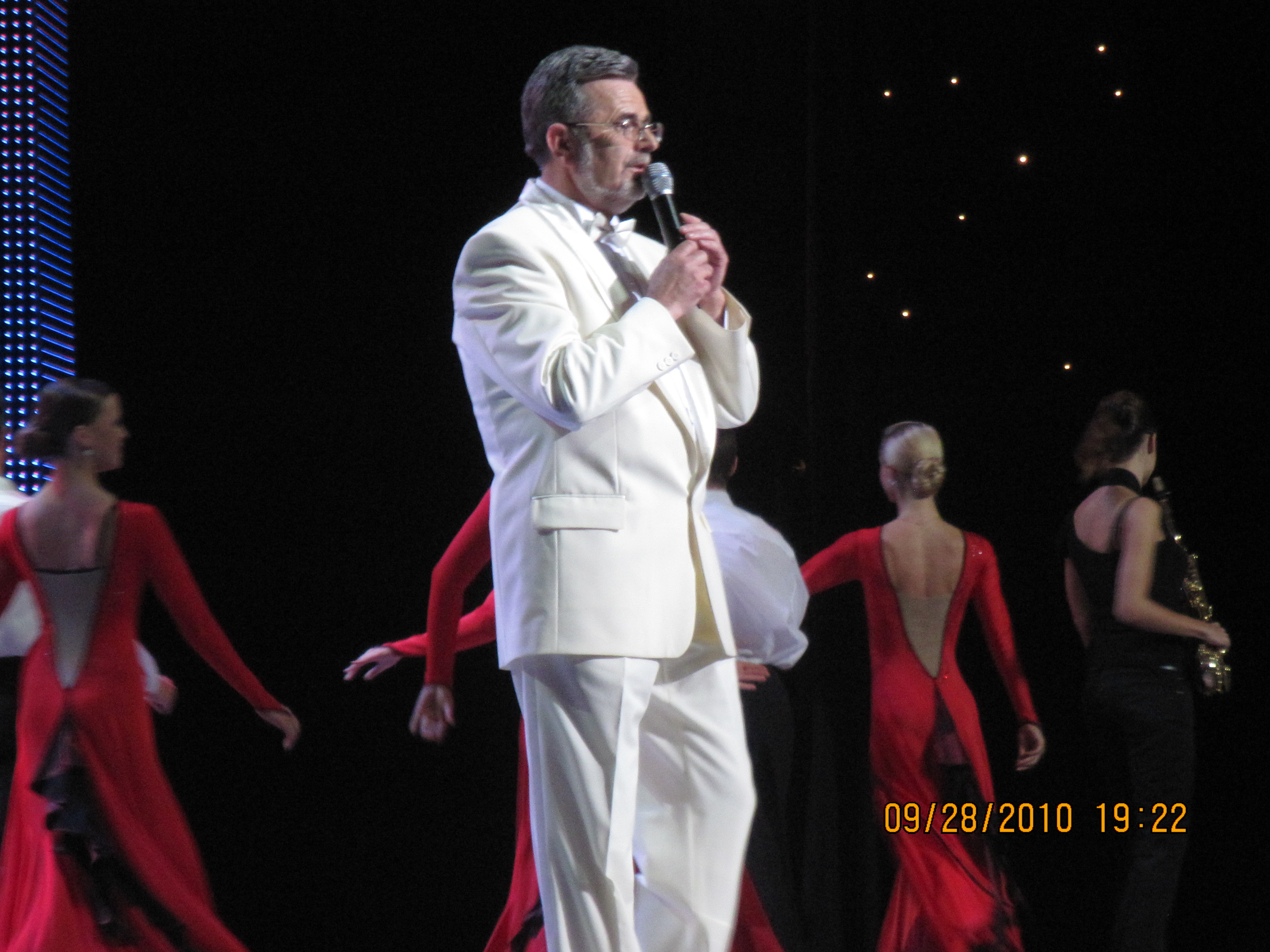
Выступление Марьяна Гаденко в Национальном дворце искусств «Украина»
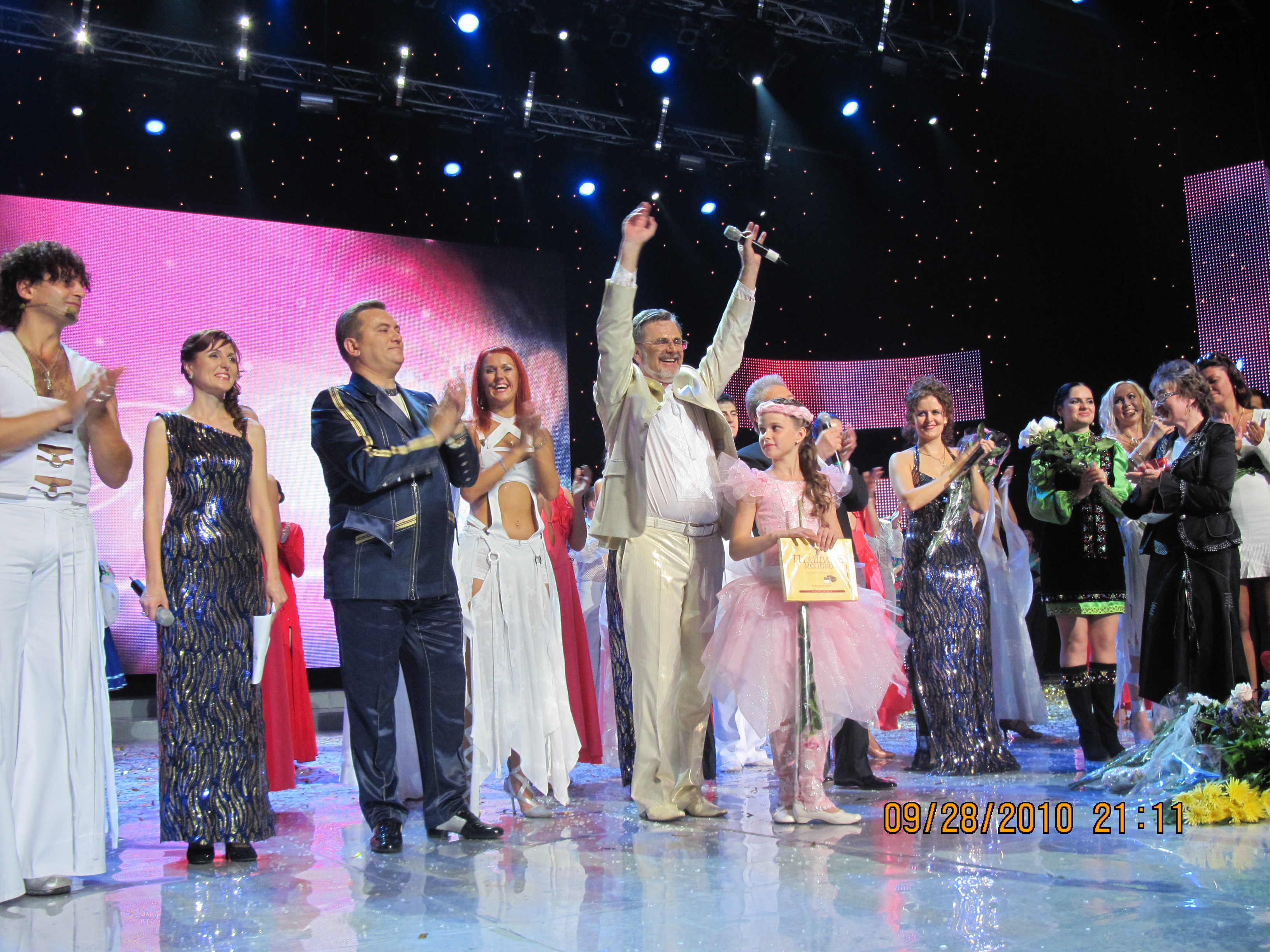
Марьян Гаденко в Национальном дворце искусств «Украина»

## Награды
- 1997 — почётное звание «Заслуженный артист Украины»[10].
- 1999 — почётное звание «Народный артист Украины»[11].
- 2006 — Орден «За заслуги» III степени[12].
- 2015 — Орден «За заслуги» II степени[13].
- Лучший композитор телерадиофестиваля «Премьера песни[укр.]» (2006, 2007, 2008, 2009, 2010).